# Melanoplus muricolor
Melanoplus muricolor är en insektsart som beskrevs av Strohecker 1960. Melanoplus muricolor ingår i släktet Melanoplus och familjen gräshoppor. Inga underarter finns listade i Catalogue of Life.